# Marta Peredo
Marta Peredo Escobedo (Santander, 28 de septiembre de 1936) es una activista y política española impulsora del feminismo en Cantabria. 

## Trayectoria
Es la menor de una familia obrera de varios hermanos. Su padre tuvo que vivir en la clandestinidad escondido en su propia casa durante años por haber pertenecido al bando republicano durante la guerra civil española, situación que le fue ocultada en su infancia. En la calle del Sol donde nació había un fuerte sentido de la solidaridad y la ayuda vecinal. Cursó estudios en el colegio religioso de los Sagrados Corazones que propuso a la familia que si no podía pagarle los estudios, se metiera a monja. Peredo prefirió ponerse a trabajar y con trece años, entró de ayudante en una farmacia donde estuvo hasta que con 23 años se casó, ya que la legislación vigente de la época, obligaba a las mujeres a dejar el trabajo cuando contraían matrimonio. Tuvo cuatro hijos. Durante el embarazo del cuarto, con veintinueve años, a sugerencia de su hermano, realizó los cursillos de la Hermandad Obrera de Acción Católica (HOAC) y a raíz de ello, fue adquiriendo cada vez mayor conciencia social y luchó por los derechos y libertades fundamentales como medio para acabar con el régimen franquista.
Alrededor de 1970, empezó a militar en la Organización Revolucionaria de Trabajadores (ORT) de forma clandestina. Fue detenida en tres ocasiones. Una por manifestarse contra la pena de muerte de los presos de ETA en 1970 ,a raíz del Proceso de Burgos. También por participar en un primero de mayo y por lanzar una octavilla informativa, lo que la llevó a ser juzgada por el Tribunal de Orden Público y condenada. Durante su estancia en la cárcel, también su familia sufrió interrogatorios policiales.
Militó en el movimiento feminista y, en plena época franquista, junto a sus compañeras, ayudó a mujeres jóvenes a llegar a Londres, Biarritz y Portugal para abortar de manera segura. Luchó por el derecho al divorcio, al aborto o a una mejor educación sexual y fue una de las fundadoras de la primera Asamblea de Mujeres de Cantabria el 8 de marzo de 1980.
En 2019, se sumó a Marea cántabra, confluencia formada para las elecciones autonómicas de Izquierda Unida y Equo.